# No Fixed Address
Albums de Nickelback
Here and Now
(2011) Feed the Machine
(2017)
Singles
1. Edge of a Revolution
Sortie : 18 août 2014
2. What Are You Waiting For?
Sortie : 22 septembre 2014

No Fixed Address est le huitième album studio du groupe de rock canadien Nickelback.

## Succès commercial
L'album se vend à plus de 80 000 exemplaires sur sa première semaine aux États-Unis et se place en 4e position du Billboard 200.

## Liste des chansons
| No  | Titre                                | Durée |
| --- | ------------------------------------ | ----- |
| 1.  | Million Miles an Hour                | 4:10  |
| 2.  | Edge of a Revolution                 | 4:02  |
| 3.  | What Are You Waiting For ?           | 3:38  |
| 4.  | She Keeps Me Up                      | 3:57  |
| 5.  | Make Me Believe Again                | 3:32  |
| 6.  | Satellite                            | 3:57  |
| 7.  | Get 'Em Up                           | 3:52  |
| 8.  | The Hammer's Coming Down             | 4:23  |
| 9.  | Miss You                             | 4:01  |
| 10. | Got Me Runnin' Round (avec Flo Rida) | 4:04  |
| 11. | Sister Sin                           | 3:25  |